# تبر طلایی ۳
تبر طلایی ۳ (به انگلیسی: Golden Axe III) یک بازی ویدئویی به سبک بیتم آپ با زاویه دید از پهلو است که توسط سگا در ۲۵ ژوئن ۱۹۹۳، برای کنسول سگا جنسیس ساخته و منتشر شده‌است. این بازی دنبالهٔ تبر طلایی ۲، و سومین قسمت اصلی از مجموعه بازی‌های تبر طلایی به‌شمار می‌رود. بعدها از این بازی چندین نسخه مختلف شامل گردآوری سگا جنسیس برای کنسول‌های پلی‌استیشن ۲ و پلی‌استیشن همراه، گردآوری نهایی جنسیس سونیک برای پلی‌استیشن ۳ و اکس‌باکس ۳۶۰، و به صورت دیجیتالی بر روی کنسول مجازی وی منتشر شد. ویژگی‌های جدیدی به این نسخه اضافه شده‌است که از آن‌ها می‌توان به شخصیت‌های جدید، حرکات جدید (حملات ویژه، حملات کار گروهی و وردهای جادویی گروهی) و نقاط چند شاخه اشاره کرد که به بازیکن اجازه انتخاب مسیر دلخواه را می‌دهد.

## داستان
دامود هل استرایک، شاهزاده تاریکی، تبر طلایی را برداشته و نفرینی شیطانی بر سر همه جنگجویان قرار داده است. با این حال، یکی از قهرمانان از نفرین رهایی یافته و برای حل مسئله تلاش می کند تا نفرین دیگران را نیز از بین ببرد، تاریکی را شکست دهد و تبر طلایی را بازپس بگیرد.

## بازتاب ها
| گردآورنده  | امتیاز      |
| ---------- | ----------- |
| گیم‌رنکینگز | SMD: 53%    |
| متاکریتیک  | iOS: 60/100 |